# Sapekhburto K'lubi Zugdidi
Il Sapekhburto K'lubi Zugdidi (in georgiano საფეხბურთო კლუბი ზუგდიდი?), meglio nota come Zugdidi, è stata una società calcistica georgiana con sede nella città di Zugdidi.

## Storia
Il club venne fondato nel 1918 come Odishi Zugdidi. Nel corso del periodo sovietico il club cambiò denominazione due volte, prima in Inguri Zugdidi e poi in Dinamo Zugdidi, vincendo per due volte il campionato georgiano sovietico e per due volte la coppa georgiana sovietica. Nel 1990 assieme alle altre squadre georgiane lasciò il campionato sovietico per partecipare al neonato campionato georgiano di calcio, venendo iscritto alla Umaglesi Liga, la massima serie, riprendendo l'originale denominazione di Odishi Zugdidi. Rimase in Umaglesi Liga per tutti gli anni novanta, durante i quali tornò alla denominazione Dinamo Zugdidi per un paio di stagioni dal 1994 al 1996. Nella stagione 1998-1999 concluse il campionato al quindicesimo posto e venne così retrocesso per la prima volta in Pirveli Liga, la seconda serie nazionale. Disputò le due successive stagioni in Pirveli Liga come Dinamo Zugdidi, per poi cambiare denominazione in Lazika Zugdidi nel 2001. Nella stagione 2002-2003 vinse il campionato di Pirveli Liga e venne promosso in Umaglesi Liga. Prima dell'inizio della nuova stagione in massima serie il club si fuse con lo Spartaki Tbilisi dando vita allo Spartaki-Lazika Zugdidi. La stagione 2003-2004 si concluse con l'undicesimo posto e la conseguente retrocessione in Pirveli Liga. Nell'estate 2004 la fusione venne sciolta e i due precedenti club vennero rifondati singolarmente, con la vecchia Dinamo Zugdidi rifondata come Zugdidi. Nel 2006 il club si unì al Mglebi Zugdidi e nella stagione 2006-2007 vinse il campionato di Pirveli Liga, venendo così promosso nuovamente in Umaglesi Liga. Concluse i due successivi campionati al settimo posto e nel 2009 si unì alla neopromossa Baia Zugdidi. Mantenne questa denominazione per le successive tre stagioni, mantenendo posizioni di media classifica, e nel 2012 cambiò denominazione in Zugdidi. Dopo aver partecipato alla fase per il titolo nella Umaglesi Liga 2012-2013, nella stagione 2013-2014 partecipò alla fase per la salvezza, concludendo al penultimo posto, ma non venne retrocesso per l'allargamento dell'organico della Umaglesi Liga da 12 a 16 squadre. Dopo aver raggiunto la salvezza nelle due successive stagioni, venne retrocesso in Pirveli Liga al termine della stagione di transizione 2016.

## Palmarès

### Competizioni nazionali
- campionato georgiano sovietico: 2

1964, 1973
- Coppa georgiana sovietica: 2

1973, 1984
- Erovnuli Liga 2: 1

2002-2003

### Altri piazzamenti
- Coppa di Georgia:

Semifinalista: 1996-1997